# Hamataliwa positiva
Hamataliwa positiva là một loài nhện trong họ Oxyopidae.
Loài này thuộc chi Hamataliwa. Hamataliwa positiva được Ralph Vary Chamberlin miêu tả năm 1924.